# W.I.T.C.H.
W.I.T.C.H. – seria komiksowa autorstwa Elisabetty Gnone o przygodach pięciu dziewczyn: Will, Irmy, Taranee, Cornelii i Hay Lin (pierwsze litery tych imion tworzą tytuł komiksu) mieszkających w amerykańskim, fikcyjnym miasteczku Heatherfield. W.I.T.C.H. posiadają magiczne moce, są czarodziejkami i Strażniczkami Sieci. Ich zadaniem jest zamykanie portali, przez które przedostają się na Ziemię potwory i niechciani mieszkańcy.
Seria ukazywała się we włoskim oryginale w formie miesięcznika w latach 2001–2012 nakładem wydawnictwa The Walt Disney Company Italia. Łącznie opublikowano 139 numerów W.I.T.C.H.. Polskie tłumaczenie wydawane jest przez Egmont Polska od 2002 roku w dwutygodniowym cyklu, przy czym każdy oryginalny zeszyt W.I.T.C.H. jest w polskiej wersji dzielony na dwa numery, stąd jej dwukrotnie wyższa numeracja. Łącznie opublikowano 231 numerów polskiego wydania „W.I.T.C.H.”
Na podstawie komiksu powstał 52-odcinkowy serial animowany W.I.T.C.H. Czarodziejki.

## Fabuła
Pięć zwykłych nastolatek zostaje wybranych na Strażniczki Kondrakaru. Zostają one obdarzone magicznymi mocami i mają za zadanie chronić pokój we wszechświecie. Will, przewodzącej grupie, zostaje powierzone Serce Kondrakaru – magiczny amulet skupiający ich moce, a reszcie przypisana jest władza nad danymi żywiołami: Hay Lin – powietrze, Irma – woda, Taranee – ogień, Cornelia – ziemia. Walcząc o pokój wszechświata dziewczyny muszą jednocześnie zmagać się ze swym ziemskim życiem: szkołą, rodziną, chłopakami, co prowadzi do wielu zabawnych sytuacji, ale czasami też do tragicznych nieporozumień. Walka z potworami i rozwiązywanie problemów Kondrakaru przeplata im się z pierwszymi miłościami, problemami z rodzicami i zmaganiami w szkole.

## Bohaterowie
- Will Vandom – czarodziejka energii, która trzyma pieczę nad Sercem Kondrakaru. Jest nieśmiała, toteż nie chciałaby zwracać na siebie większej uwagi. Mieszka jedynie z mamą, jej tata odszedł wiele lat wcześniej zostawiając żonę i kilkuletnią córkę. Przeprowadza się do Heatherfield na początku komiksu. W nowej szkole zaprzyjaźnia się z czwórką zupełnie różnych od siebie dziewczyn i razem wybierają się na imprezę z okazji Halloween. Wkrótce poznaje także chłopaka, w którym się zakochała. Will dowiedziawszy się, że została wybrana na strażniczkę Kondrakaru ma nieco mieszane uczucia co do tego, czy da sobie ze wszystkim radę. Jej dodatkową umiejętnością jest porozumiewanie się ze sprzętem elektronicznym.

- Irma Lair – czarodziejka wody. Jest energiczna, wiecznie uśmiechnięta i skłonna do żartów. Najczęściej drażni się z dystyngowaną Cornelią, uwielbia dogryzać jej pod każdym względem i przy byle okazji. Lubi jeść, ale nie za bardzo lubi się uczyć – często w szkole ma problemy z kartkówkami, a jej niewyparzony język denerwuje nauczycieli. Irma w głębi serca jest romantyczką i czeka na wielką miłość. Gdy dowiaduje się, że została wybrana na strażniczkę, nie traci dobrego humoru i świetnie się bawi. Jej dodatkową umiejętnością jest zmienianie ubraniom kolorów i narzucanie innym swej woli.

- Taranee Cook – czarodziejka ognia, potrafi czytać w myślach i kontaktować się z innymi czarodziejkami za pomocą umysłu. Taranee przeprowadziła się wraz z rodziną z Sesamo – miejscowości położonej w górach, do nadmorskiego Heatherfield. Tam też poznaje Irmę, Cornelię, Hay Lin i Will, jednak najbardziej zaprzyjaźnia się z tą ostatnią. Jej charakter odpowiada żywiołowi, którym włada. Z pozoru miła i spokojna, potrafi walczyć o swoje. Jej pasją staje się taniec.

- Cornelia Hale – czarodziejka ziemi ze zdolnościami telekinezy. Jest zdecydowana i poważna, dobrze się uczy. Jest również nieco zarozumiała i przemądrzała. Uwielbia łyżwiarstwo i interesuje się modą. Zakochuje się w Calebie, który staje się miłością jej życia. Cornelia mieszka w Heatherfield, na osiedlu luksusowych bloków, razem z rodzicami i siostrą. Jej najserdeczniejszą przyjaciółką jest Elyon. Jej wiodącym darem jest kontrolowanie żywiołu ziemi, dzięki czemu potrafi np. pobudzać ruch i wzrost roślin, tworzyć szczeliny w glebie oraz rozsadzać skały. Posiada również bardzo silną moc telekinezy, czyli przesuwania przedmiotów za pomocą umysłu. W późniejszych rozdziałach zostaje wyznaczona na strażniczkę klepsydry czasu, dzięki której strażniczki mogą niezauważenie wypełniać misje poza Ziemią.

- Hay Lin – czarodziejka powietrza. Jest wielką marzycielką o wielkim sercu. Kocha rysować i malować, jest również bardzo kreatywna. Interesuje się kosmosem, gwiazdami i obcymi z innych planet. Uwielbia literaturę science-fiction. Razem z rodzicami i babcią mieszka nad prowadzoną przez jej rodzinę chińską restauracją „Srebrny Smok”, w której często pomaga. Jej pomysłem było nadanie nazwy dla grupy strażniczek – W.I.T.C.H. (od pierwszych liter ich imion). Jej darem specjalnym jest odczytywanie przeszłości z dźwięków jakie wydają przedmioty.

### Pozostałe postacie
- Elyon Portrait – dziewczyna odgrywająca ważną rolę zwłaszcza w historii „12 portali”, ale pojawiająca się także w historii „Endarno”. Ma 14 lat, urodziła się 31 października. Gdy mieszkała na Ziemi, była najlepszą przyjaciółką Cornelii oraz przyjaciółką Hay Lin i Irmy. Po pokonaniu jej brata Phobosa staje się królową Meridianu. W Misji IV zostaje uwięziona w Mglistej Wieży, przez co traci całą swoją moc.
- Matthew „Matt” Olsen – wokalista zespołu Cobalt Blue. Zakochany w Will Vandom. Jego dziadek prowadzi sklep zoologiczny, w którym pracuje Will. W IV misji odkrywa tajemnicę W.I.T.C.H.

## Fabuła

### Misja I: Dwanaście Portali
W.I.T.C.H. mają za zadanie zamknąć Dwanaście Portali łączących Ziemię z Meridianem. To właśnie przez te przejścia próbuje przedostać się Phobos, okrutny władca Innego Świata – Meridianu. W jego planach jest odnalezienie i przejęcie mocy siostry, którą dawno temu porwano i wychowano jak zwykłą ziemiankę. W Meridianie władzę obejmują kobiety, bywało tak już od wielu pokoleń. Gdy król i królowa Meridianu umarli, władzę miała objąć ich córka. Na jakiś czas władzę sprawować miał jej starszy brat Phobos, gdyż dziewczyna nie była jeszcze gotowa. Jednak okazał się on złym i okrutnym władcą. Sprawił, że Meridiańczycy znienawidzili go i pogrążył Inny Świat w ciemności. W.I.T.C.H. miały za zadanie nie pozwolić, aby zło z Meridianu przedostało się na Ziemię. Kiedy prawowita władczyni zostaje odnaleziona, czarodziejki muszą również ujawnić przed nią prawdę o bracie i pomóc jej go pokonać.
- Tom 1 (nr 1-2); Halloween
- Tom 2 (nr 3-4); Dwanaście Portali
- Tom 3 (nr 5-6); Inny wymiar
- Tom 4 (nr 7-8); Potęga ognia
- Tom 5 (nr 9-10); Ostatnia łza [Wieczna wiosna]
- Tom 6 (nr 11-12); Złudzenia i kłamstwa
- Tom 7 (nr 13-14); Pewnego dnia go spotkasz
- Tom 8 (nr 15-16); Czarne róże Meridianu
- Tom 9 (nr 17-18); Cztery smoki
- Tom 10 (nr 19-20); Most pomiędzy światami
- Tom 11 (nr 21-22); Świetlista korona
- Tom 12 (nr 23-24); Na zawsze bądź
- Tom 13 (Zbiór trzech wydań specjalnych) W.I.T.C.H.- wczoraj i dziś

### Misja II: Nerissa powraca
Cornelia strasznie rozpacza po stracie ukochanego Caleba. Całymi dniami przesiaduje w swoim pokoju. Czarodziejki zaczęły stopniowo oddalać się od siebie i przez to ich moce strasznie osłabły. Will, Irma, Taranee i Hay Lin próbują jakoś pocieszyć Cornelię, jednak ta nie chce ich widzieć. W Kondrakarze Luba jest bardzo niezadowolona z tego jak postępują Strażniczki. Doprowadza do tego, że wszystkie krople mocy łączą się w jedność. W.I.T.C.H. tracą swoją moc, a wynikiem tego działania jest powstanie Migotaurusa. Chwilę później budzi się Nerissa – była Powierniczka Serca Kondrakaru. Zaczyna nawiedzać Czarodziejki w ich snach, a one powoli odkrywają przeszłość swoich poprzedniczek.
- Tom 14 (nr 25-26); Wiem, kim jesteś
- Tom 15 (nr 27-28); Koniec marzeń
- Tom 16 (nr 29-30); Odważny wybór
- Tom 17 (nr 31-32); Pieczęć Nerissy
- Tom 18 (nr 33-34); Nie zamykaj oczu
- Tom 19 (nr 35-36); Wspomnienie lata
- Tom 20 (nr 37-38); Inna prawda
- Tom 21 (nr 39-40); Powiew nienawiści
- Tom 22 (nr 41-42); W smudze cienia
- Tom 23 (nr 43-44); Pęknięte serce
- Tom 24 (nr 45-46); Żegnaj!
- Tom 25 (nr 47-48); Zaufaj mi

### Misja III: Królestwo Arkhanta
Ari był kiedyś pracowitym i szczęśliwym mieszkańcem Arkhanty. Miał kochającą żonę, która oczekiwała dziecka. Niestety kobieta umarła przy porodzie. Ari bardzo rozpaczał, ale całą swoją miłość i opiekę przelał na nowo narodzonego synka Maqiego. Chłopczyk z wiekiem stawał się coraz bardziej skryty i nieśmiały, a jego ojciec coraz bardziej smutny. Pragnął aby Maqi był taki wesoły i szczęśliwy jak inne dzieci. Próbował wszystkiego – szukał pomocy u mędrców i lekarzy, jednak nikt nie potrafił pomóc chłopczykowi. Pewnego dnia Ari postanowił schwytać jedną z banshee – złośliwego ducha zamieszkującego tamtejsze bagna. Ale i ona nie potrafiła pomóc dziecku. Ari w złości zaczyna atakować Kondrakar, a W.I.T.C.H. muszą go powstrzymać. Taranee rezygnuje z bycia Strażniczką Ognia i odchodzi z grupy. Na jej miejscu pojawia się nowa bohaterka – Orube. Jest nad wiek dojrzałą kobietą i niechętnie przystosowuje się do nowego zadania, towarzystwa i miejsca zamieszkania, bowiem Wyrocznia nakazuje jej zamieszkać w Heatherfield.
- Tom 26 (nr 49-50); Wodne cienie
- Tom 27 (nr 51-52); Trudna prawda
- Tom 28 (nr 53-54); Rezygnacja
- nr 55-56; Tak dalekie, tak bliskie
- nr 57-58; Mniejsze zło
- nr 59-60; Wietrzna droga
- nr 61-62; Głos milczenia
- nr 63-64; Gra pozorów
- nr 65-66; Największy dar
- nr 67-68; Krople wolności
- nr 69-70; Cudza tożsamość
- nr 71-72; Zbuntowane dusze

### Misja IV: Nowa Wyrocznia
Bractwo Kondrakaru jest strasznie oburzone decyzjami Wyroczni. Ludzie mają mu za złe, że pozwolił na to, aby Strażniczki zadecydowały o losie Kropli Astralnych. A także tym, że Orube zamieszkała na Ziemi. Wymazanie pamięci pewnym ludziom również było rzeczą, na którą Wyrocznia nie powinien sobie pozwolić. Wszystko to doprowadziło do Procesu, w którym udział wzięły także W.I.T.C.H. Wkrótce potem Wyrocznia został zdegradowany i odesłany do Basiliade – kraju z którego pochodził. W Kondrakarze rozpoczęła się ceremonia wybrania nowej Wyroczni między Yan Lin i Strażnikiem Mglistej Wieży, Endarno. Większe poparcie zdobył ten drugi. Skrywa on jednak pewną mroczną tajemnicę. Tak naprawdę w ciało Endarno wdarł się okrutny Phobos.
- nr 73-74; Proces
- nr 75-76; Pragnienie serca
- nr 77-78; Trzepot skrzydeł
- nr 79-80; Ostatni sekret
- nr 81-82; Cała prawda
- nr 83-84; Żadnej nadziei
- nr 85-86; Magia światła
- nr 87-88; Zawsze razem
- nr 89-90; Podwójne oszustwo
- nr 91-92; Potęga odwagi
- nr 93-94; Ziarnka czasu
- nr 95-96; Nowe horyzonty

### Misja V: Magiczna Księga
W Kondrakarze zachodzą wielkie zmiany. Wyrocznia daje Orube małe zwierzątko imieniem We, które daje nieźle popalić naszym bohaterkom. W.I.T.C.H. dostają także zadanie pilnowania Cedrica, który pozbawiony wszelkich mocy zamieszkał w Heatherfield i prowadzi tam antykwariat. W.I.T.C.H. od jakiegoś czasu mają problemy ze swoimi mocami, a także odnajdują w sobie nowe zdolności. Strażniczki okropnie zajęte swoimi ziemskimi sprawami nie zauważają, że Cedric odnalazł bardzo dziwną księgę. Matt dowiaduje się o W.I.T.C.H, a wkrótce potem zostaje porwany. Dziewczyny wyruszają mu na ratunek. Okazuje się, że został zamknięty w Magicznej Księdze. W.I.T.C.H., aby się do niej dostać muszą odnaleźć magiczne kamienie.
- nr 97-98; Pomiędzy jawą a snem
- nr 99-100; Jednak magiczne
- nr 101-102; Poza kontrolą
- nr 103-104; Oko księgi
- nr 105-106; Inna muzyka
- nr 107-108; Jeszcze jeden uścisk
- nr 109-110; Dzień później
- nr 111-112; Zagadka
- nr 113-114; Wyspa wspomnień
- nr 115-116; Złudzenia
- nr 117-118; W paszczy świata
- nr 119-120; Powietrze i Ziemia
- nr 121-122; Świat w księdze
- nr 123-124; Między wierszami
- nr 125-126; Rozstania i powroty

### Misja VI: Ragorlang
W antykwariacie Ye Olde Book Shop otwiera się tajemniczy portal. Już wkrótce okazje się być prezentem od Bractwa Kondrakaru. W.I.T.C.H. dzięki niemu będą mogły podróżować szybko dokąd tylko będą chciały. Hay Lin odwiedza Erica w Open Hill, a tam poznaje dwójkę naukowców – Karla i Teclę Ibsen. Z czasem wychodzi na jaw, że pod ich władaniem znajduje się magiczny stwór – Ragorlang, który pochłania energię życiową ludzi. Strażniczki poznają także tajemniczą dziewczynę, której daleki kraj zaatakowała cała masa tych fioletowych stworów. Natomiast ona sama straciła wówczas brata. Tecla przekonuje Erin Peyton, aby myślała, że ten atak to sprawka W.I.T.C.H. Okazuje się, że to nieprawda. Dziewczyny próbują rozwiązać zagadkę.
- nr 127-128; Krzyk
- nr 129-130; Tylko kwiaty
- nr 131-132; Wspomnienia
- nr 133-134; Z twojej strony
- nr 135-136; Mroczna strona
- nr 137-138; Poza granicami
- nr 139-140; Cisza przed burzą
- nr 141-142; Tropem strachu
- nr 143-144; Zielony promień
- nr 145-146; Mocne uderzenie
- nr 147-148; Koniec serca
- nr 149; Podarki od serca

### Misja VII: Nowe Moce
Dawna boginka żywiołu ziemi planuje zemstę na Kondrakarze – kiedyś piękna, urocza, kochana przez wszystkich. Była jednak za bardzo zapatrzona w siebie, w swoją urodę i moc. Jej arogancja zawładnęła duszą i przerodziła się w chęć posiadania większej siły, z czasem czyniąc z niej potwora. Pozostałe boginie żywiołów zdołały zapieczętować swoją dawną przyjaciółkę i wysyłają ją w pustą przestrzeń. Niestety jakimś cudem ziarno jej gniewu i chęci zemsty zaczęło kiełkować ponownie. Gdzieś po cichu czeka, aż będzie mogła zaatakować. Strażniczki za to otrzymują od Wyroczni nowe moce, którą teraz będą musiały stopniowo w sobie budzić. Ich nowym nauczycielem zostaje Matt, który nie wiadomo z jakiego powodu zaczął służyć Kondrakarowi.
- nr 150-151; Złodziej mocy
- nr 152-153; Ziemia
- nr 154-155; Pod gwiazdami
- nr 156-157; Ogień
- nr 158-159; Woda
- nr 160-161; Uczucia
- nr 162-163; Powietrze
- nr 164-165; Energia
- nr 166-167; Powrót do Kondrakaru
- nr 168-169; Jedyny ruch
- nr 170-171; Pułapka
- nr 172-173; W sercu
- nr 174-175; Zwykłe życie niezwykłych dziewczyn

### Misja VIII: Teach 2B W.I.T.C.H.
Nazwa kolejnej misji to dosłownie „Teach 2B W.I.T.C.H” oznacza w języku angielskim po prostu naukę jak stać się czarodziejką. W.I.T.C.H. w pierwszej kolejności otrzymają nową broń. Następnie pojawi się Kandor (posłaniec i opiekun z Kondrakaru) z magicznym autobusem, w którym nasze Czarodziejki będą doskonaliły swoje umiejętności i posługiwanie się nową bronią. W.I.T.C.H. także dostaną od Kondrakaru nowe zadanie: mają odnaleźć wszystkie osoby (dzieci i dorosłych), które mają magiczne zdolności. Okazuje się, że nie tylko Strażniczki mają magiczne moce. Jest wiele innych osób, które potrafią czarować, ale nie bardzo wiedzą jak i do czego użyć swoich mocy. W.I.T.C.H. mają za zadanie im pomóc. Czarodziejki zakładają małą szkółkę magiczną, która swoją siedzibę ma w zaczarowanym busie. Pojawia się nowy wróg – wielki naukowiec, biznesmen z mroczną tajemnicą. Profesor Takeda stara się odnaleźć lekarstwo dla swojej starszej córki Mariko, która podczas podróży między światami zagubiła duszę. Ciało jej natomiast zostało w Heatherfield. Takeda zaślepiony poszukiwaniami zaniedbuje młodszą córkę i żonę. Wysyła do W.I.T.C.H. szpiega, który ma wkraść się w ich łaski i wykraść im moce.
- nr 176; Zimna magia
- nr 177; Która z was?
- nr 178; Klucz do lata
- nr 179; Bicie serca
- nr 180; To nie wszystko
- nr 181; Koniec samotności
- nr 182; Przybysz z daleka
- nr 183; Chwila prawdy
- nr 184; Morze łez
- nr 185; W sercu
- nr 186; Magiczny świat
- nr 187; Pozory mylą

### Misja IX: 100% W.I.T.C.H.
Zbiór całkiem różnych i niezależnych od siebie historii dotyczących perypetii doświadczanych przez bohaterki komiksu. Są to opowiadania najczęściej z życia codziennego W.I.T.C.H. (szkoła, uczucia, przyjaciele, problemy w domu itp.). Pojawiają się również magiczne wątki i nowi wrogowie. Każdy komiks jest o czymś zupełnie innym, większość numerów nie łączy się ze sobą. Nie ma jednego głównego wroga. Akcja przestaje brnąć do przodu i twardo stoi w miejscu. W.I.T.C.H. już nie rozwijają swoich magicznych umiejętności. Zamysł powstania tych pojedynczych historii skupia się głównie na normalnym życiu i problemach współczesnej nastolatki. W wersji oryginalnej włoskiej komiksy te są publikowane w zupełnie innej kolejności niż w Polsce.
- nr 188 – List pełen marzeń
- nr 189 – Magiczny test
- nr 190 – Zodiak
- nr 191 – To przeznaczenie
- nr 192 – Na ratunek
- nr 193 – Przemiana
- nr 194 – Magiczne mamy
- nr 195 – Serce ojca
- nr 196 – Pierwsze dni
- nr 197 – Długi pocałunek
- nr 198 – Pierwszy dzień
- nr 199 – Inny świat
- nr 200 – Niezwykła podróż
- nr 201 – Najwspanialsza impreza
- nr 202 – Dziesięć lat później
- nr 203 – Moja muzyka to ty
- nr 204 – Lady Giga
- nr 205 – Goście z daleka
- nr 206 – Matematycznie możliwe
- nr 207 – Gra zespołowa
- nr 208 – Lady Crash
- nr 209 – Zwierzaki górą!
- nr 210 – Wschodząca gwiazda
- nr 211 – Powrót do szkoły
- nr 212 – Nowa przyjaciółka
- nr 213 – Jedno słowo
- nr 214 – Co z oczu, to z serca
- nr 215 – Wszystko w jeden dzień
- nr 216 – Zawsze razem
- nr 217 – Odrobina magii
- nr 218 – Opowiedz mi
- nr 219 – Całkiem inny świat
- nr 220 – Na zawsze w naszych sercach W.I.T.C.H.

## Wydania Specjalne
Popularność czasopisma „W.I.T.C.H.” w Polsce zaowocowało ogromną ilością specjalnych wydań magazynu w formie komiksów prezentujących odrębne historie głównych bohaterek, poradników, książek, kalendarzy itp.
2002
- Pierwsze przygody – czyli jak wyglądało normalne, nastoletnie życie młodych czarodziejek.

2003
- Magiczna Poczta – wszystko o sztuce pisania listów, charakterach pisma itp.
- Elyon – Światło Meridianu – komiks o przygodach Elyon na tronie Meridianu.
- Halloween – zawierające pomysły na przygotowanie halloweenowej zabawy.

2004
- Planeta Chłopców – wydanie poświęcone Hay Lin i jej związkowi z Erickiem.
- Gwiazdka z W.I.T.C.H. – wydanie z komiksem o tematyce bożonarodzeniowej.
- Cornelia i Caleb – komiks o Ziemiance zakochanej w mieszkańcu Innego Świata.

2005
- Orube – komiks o przygodach wojowniczki z Basiliade w Heatherfield.
- Magia żywiołów – komiks o czarodziejkach.

2005/2006
- Świat Will – wszystko o powierniczce Serca Kondrakaru.
- Świat Irmy – wszystko o czarodziejce Wody.
- Świat Taranee – wszystko o czarodziejce Ognia.
- Świat Cornelii – wszystko o czarodziejce Ziemi.
- Świat Hay Lin – wszystko o władczyni powietrza.
- Świat W.I.T.C.H. – wszystko o grupie Witch i ich znajomych.

2006
- Dwa serca w grze – zabawny komiks o tym, jak Irma postanowiła zostać piłkarzem.

2007
- Sekrety Czarodziejek
- Caleb i Elyon: Przeznaczenie
- Świąteczna Opowieść

2008
- Szkoła Rysunku W.I.T.C.H.
- Świat Mody

## Styl W.I.T.C.H.
Styl W.I.T.C.H. to odzwierciedlenie włoskiego oryginału o nazwie Welcome, który swoją pierwotną nazwę zaczerpnął od imienia nowego bohatera komiksu – We. Jest on głównym gospodarzem magazynu, który opowiada o jego skromnych przygodach. Czarodziejki poruszają wiele różnych tematów, które towarzyszą wszystkim nastolatkom na świecie. Znaleźć w nim można artykuły na temat mody, urody, domu, rodziny, przyjaciół, zainteresowań i miłości – między innymi dlatego w Polsce nosi nazwę Styl W.I.T.C.H.. Całość idealnie uzupełniają kilkustronicowe humorystyczne komiksy. Do każdego wydania dołączany zostaje prezent. Pierwszy próbny numer wyszedł w lipcu 2006 roku, jako jedno z wydań specjalnych spod loga „W.I.T.C.H”. Wzbudził wielkie zainteresowanie wśród fanek serii i w listopadzie tego samego roku ukazał się pierwszy oficjalny numer. W 2008 roku ilustracje i komiksy specjalnie dla fanów z Polski tworzyła włoska rysowniczka Monica Catalano. Początkowo magazyn był miesięcznikiem, a całość można było dostać za 5,95 zł. Aktualnie cena podwyższona została na 8,99zł a od początku roku 2010 wydawany jest jako dwumiesięcznik.

## Książki

### Powieści
- Serce salamandry
- Nieziemska muzyka
- Prawdziwy płomień
- Zielone palce
- Okrutna władczyni
- Niebieski Płomień
- Lodowy kwiat
- Hebanowa piramida
- Burze w Wiatronii
- Studnie mgły
- Złote źródło
- Rozbita Kula:
  - Kamienny sokół
  - Orle szpony
  - Cień sowy
  - Złoty feniks

- Książki na podstawie komiksów:
  - Pięć strażniczek
  - Zniknięcie
  - W poszukiwaniu Meridianu
  - Płomień przyjaźni
  - Ostatnia Łza
  - Kłamstwa i złudzenia
  - Światło Meridianu
  - Wyjście z mroku
  - Cztery smoki
  - Most między światami
  - Powrót królowej
  - Świetlista korona
- Witch Ekspedycja:
  - Serce Ziemi
  - Szmaragdowy Ptak
  - Świat Muszli
  - Zamek Jednorożca
- Wydania zbiorcze:
  - Początek
  - Zdrada
  - Powrót królowej

### Poradniki
- Przyjaciele na dobre i na złe
- Sekrety małe i duże
- Czarodziejska szkoła
- W grupie raźniej
- Rodzice – jak ich zrozumieć
- Niech żyją wakacje
- Uwierz w siebie
- Miej swój styl
- Rodzeństwo – jak z nim wytrzymać?
- Chłopcy – jak ich polubić?
- Spotkania, imprezy, przyjęcia
- Czas wolny
- Miłość, czy to już?
- Uroda – jak o nią dbać?

### Inne
- Sekretnik czarodziejki
- Słownik od A do Witch
- W.I.T.C.H. Testy (cz. 1 i 2)
- W.I.T.C.H. Pamiętnik

- Kalendarze szkolne
- Kalendarze ścienne

- Wszystko o Will
- Wszystko o Irmie
- Wszystko o Taranee
- Wszystko o Cornelii
- Wszystko o Hay Lin

- Wszystko o nas (cz. 1-8)

- Prawie Czarodziejki

i inne

## Nowe wydanie Egmontu
| Tom       | Rok premiery | Zawiera rozdziały | Numery pierwodruku   | Podcykl                         |
| --------- | ------------ | --- | -------------------- | ------------------------------- |
| Księga 1  | 2021         | - Halloween - Dwanaście portali - Inny wymiar - Potęga ognia - Ostatnia łza - Złudzenia i kłamstwa                                   | 1 – 12 (Tomy 1-6)    | Misja I: Dwanaście Portali      |
|           |              | |                      | Misja I: Dwanaście Portali      |
| Księga 2  | 2021         | - Pewnego dnia go spotkasz - Czarne róże Meridianu - Cztery smoki - Most między światami - Świetlista korona - Na zawsze bądź        | 13 – 24 (Tomy 7-12)  | Misja I: Dwanaście Portali      |
|           |              | |                      |                                 |
| Księga 3  | 2021         | - Wiem, kim jesteś - Koniec marzeń - Odważny wybór - Pieczęć Nerissy - Nie zamykaj oczu - Wspomnienie lata                           | 25 – 36 (Tomy 14-19) | Misja II: Nerissa powraca       |
|           |              | |                      | Misja II: Nerissa powraca       |
| Księga 4  | 2022         | - Inna prawda - Powiew nienawiści - W smudze cienia - Pęknięte serce - Żegnaj! - Zaufaj mi - Wodne cienie - Trudna prawda            | 37 – 52 (Tomy 20-27) | Misja II: Nerissa powraca       |
|           |              | |                      |                                 |
| Księga 5  | 2022         | - Rezygnacja - Tak dalekie, tak bliskie - Mniejsze zło - Wietrzna droga - Głos milczenia                                             | 53 – 62              | Misja III: Królestwo Arkhanta   |
|           |              | |                      | Misja III: Królestwo Arkhanta   |
| Księga 6  | 2022         | - Gra pozorów - Największy dar - Krople wolności - Cudza tożsamość - Zbuntowane dusze                                                | 63 – 72              | Misja III: Królestwo Arkhanta   |
|           |              | |                      |                                 |
| Księga 7  | 2022         | - Proces - Pragnienie serca - Trzepot skrzydeł - Ostatni sekret - Cała prawda - Żadnej nadziei                                       | 73 – 84              | Misja IV: Nowa Wyrocznia        |
|           |              | |                      | Misja IV: Nowa Wyrocznia        |
| Księga 8  | 2023         | - Magia światła - Zawsze razem - Podwójne oszustwo - Potęga odwagi - Ziarnka czasu - Nowe horyzonty                                  | 85 – 96              | Misja IV: Nowa Wyrocznia        |
|           |              | |                      |                                 |
| Księga 9  | 2023         | - Pomiędzy jawą a snem - Jednak magiczne - Poza kontrolą - Oko księgi - Inna muzyka - Jeszcze jeden uścisk - Dzień później - Zagadka | 97 – 112             | Misja V: Magiczna Księga        |
|           |              | |                      | Misja V: Magiczna Księga        |
| Księga 10 | 2023         | - Wyspa wspomnień - Złudzenia - W paszczy świata - Powietrze i Ziemia - Świat w księdze - Między wierszami - Rozstania i powroty     | 113 – 126            | Misja V: Magiczna Księga        |
|           |              | |                      |                                 |
| Księga 11 | 2023         | - Krzyk - Tylko kwiaty - Wspomnienia - Z twojej strony - Mroczna strona - Poza granicami                                             | 127 – 138            | Misja VI: Ragorlang             |
|           |              | |                      | Misja VI: Ragorlang             |
| Księga 12 | 2024         | - Cisza przed burzą - Tropem strachu - Zielony promień - Mocne uderzenie - Koniec Serca                                              | 139 – 148            | Misja VI: Ragorlang             |
|           |              | |                      |                                 |
| Księga 13 | 2024         | - Złodziej mocy - Ziemia - Pod gwiazdami - Ogień - Woda - Uczucia                                                                    | 150 – 161            | Misja VII: Nowe Moce            |
|           |              | |                      | Misja VII: Nowe Moce            |
| Księga 14 | 2024         | - Powietrze - Energia - Powrót do Kondrakaru - Jedyny ruch - Pułapka - W sercu                                                       | 162 – 173            | Misja VII: Nowe Moce            |
|           |              | |                      |                                 |
| Księga 15 | 2025         | - Zimna magia - Która z was? - Klucz do lata - Bicie serca - To nie wszystko - Koniec samotności - Przybysz z daleka                 | 176 – 182            | Misja VIII: Teach 2B W.I.T.C.H. |
|           |              | |                      | Misja VIII: Teach 2B W.I.T.C.H. |
| Księga 16 | 2025         | - Chwila prawdy - Morze łez - W sercu - Magiczny świat - Pozory mylą                                                                 | 183 – 187            | Misja VIII: Teach 2B W.I.T.C.H. |
| Księga 16 | 2025         | - Magiczny test | 189                  | Misja IX: 100% W.I.T.C.H.       |
|           |              | |                      |                                 |
| Księga 17 | 2025         | - Zwykłe życie niezwykłych dziewczyn                                                                                                 | 174 – 175            | Misja VII: Nowe Moce            |
| Księga 17 | 2025         | - List pełen marzeń | 188                  | Misja IX: 100% W.I.T.C.H.       |
| Księga 17 | 2025         | - Przemiana - Pierwszy dzień - Inny świat - Wschodząca gwiazda                                                                       | 193, 198 – 199, 210  | Misja IX: 100% W.I.T.C.H.       |
|           |              | |                      |                                 |